# 安八町役場
安八町役場（あんぱちちょうやくば）は、地方公共団体である岐阜県安八郡安八町の組織が入る施設（役場）。

## 概要
- 1955年（昭和30年）の安八村（町制施行は1960年）発足時の庁舎は旧・名森村役場を使用していた。現在の庁舎は1969年（昭和44年）2月18日着工、同年10月8日に竣工。建設予定地は中須川を浚渫した土砂を用いて整備された[1][2]。
- 一部の組織（学校教育課、生涯学習課）は、安八町立中央公民館にある。

## 業務時間
- 月曜日から金曜日の8時30分から17時15分（土曜日・日曜日・祝日・年末年始を除く）

## 業務内容
- 総務課
- 企画調整課
- 税務課
- 福祉課
- 住民環境課
- 建設課
- 産業振興課

## 交通アクセス
- 名阪近鉄バス「安八町役場」バス停より徒歩約1分。
  - 大垣駅（大垣駅前バスのりば）より羽島線「岐阜羽島駅」行き。
  - 岐阜羽島駅より羽島線「大垣駅前」「ソフトピアジャパン」行き。
- 安八コミュニティバス北部線、南部線「安八町役場」バス停より徒歩すぐ。